# Hjälm
Hjälm is een plaats in de Zweedse gemeente Kungsbacka in de provincie Hallands län en het landschap Halland. De plaats heeft 251 inwoners (2005) en een oppervlakte van 21 hectare.